# Bob De Moor

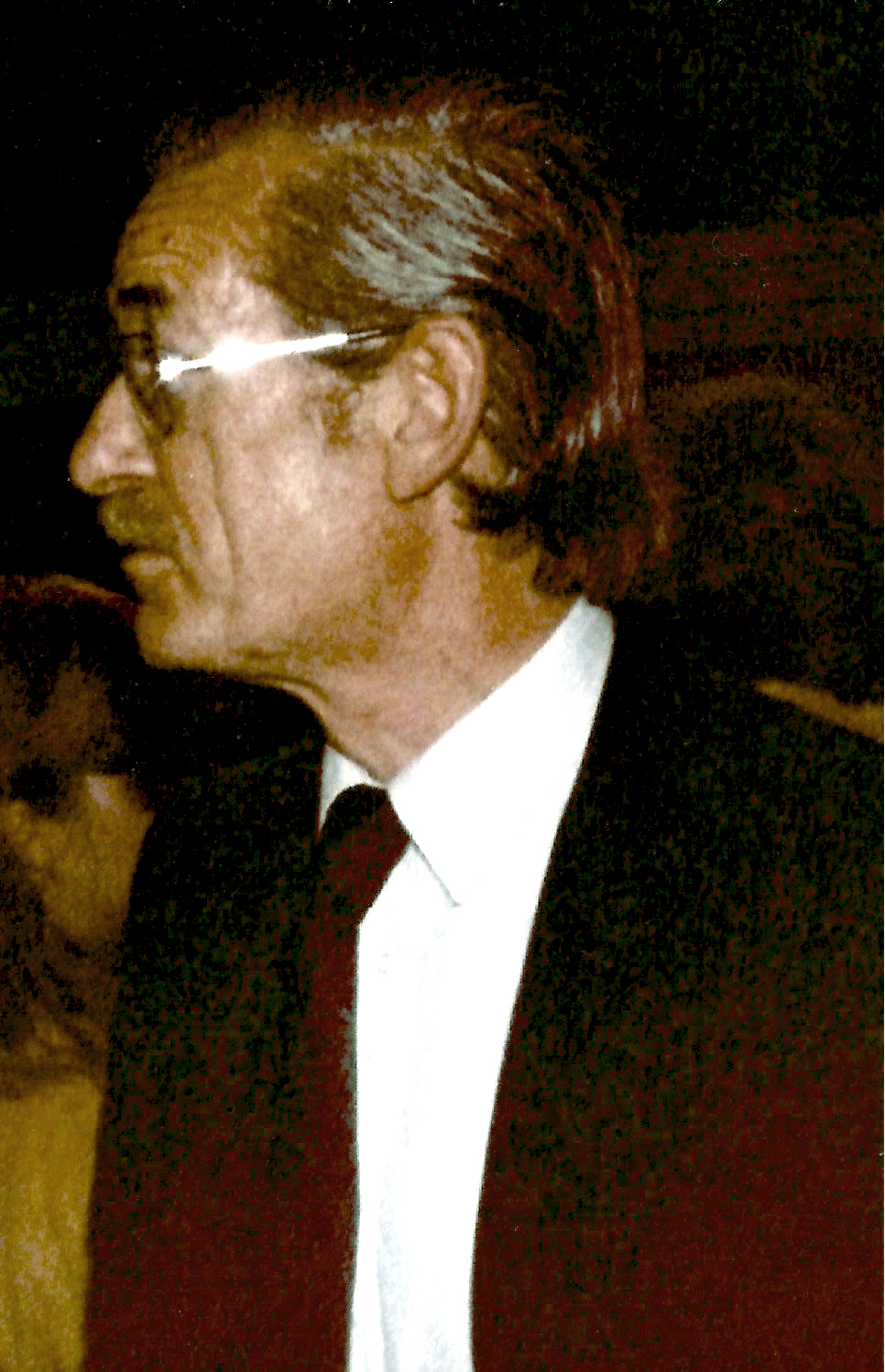
Bob De Moor

Robert „Bob“ Frans Maria De Moor (* 20. Dezember 1925 in Antwerpen; † 26. August 1992 in Brüssel) war ein belgischer Comiczeichner.
Sein 1953 geborener Sohn Johan ist u. a. ebenfalls im Comic-Metier tätig.

## Werdegang
De Moor studierte an der Brüsseler Kunstakademie, dann arbeitete er an den Animationsfilmen für das Studio AFIM. In den Jahren 1945 bis 1947 arbeitete er für die Zeitschrift Kleine Zondagsvriend. Dort zeichnete er unter anderem die Abenteuer von Hobbel en Sobbel – einem schusseligen Professor und seinem ebenso trotteligen Assistenten.
Von 1950 bis 1951 zeichnete De Moor die Serie De nieuwe avonturen van Tijl Uilenspiegel für die Tageszeitung Nieuws van de Dag. Insgesamt entstanden hier vier albenlange Geschichten. Ab 1951 zeichnete De Moor für dieselbe Zeitung außerdem die Serie Nonkel Zigomar (später: Johan en Stefan). Hier entstanden bis 1956 15 albenlange Geschichten.
Parallel dazu entstanden für das belgische Comic-Magazin Tintin die Serien Barelli und Monsieur Tric. In der Serie Barelli erlebt die Titelfigur, ein Schauspieler, aufregende Abenteuer rund um den Globus. Im Gegensatz hierzu erzählen die kurzen Geschichten um Monsieur Tric von den Missgeschicken der Hauptfigur im alltäglichen Leben. Beide Serien wurden von De Moor bis in die 1980er Jahre fortgeführt, obwohl zwischen den einzelnen Veröffentlichungen teilweise mehrere Jahre lagen. Die großen Unterbrechungen waren dabei teilweise darauf zurückzuführen, dass De Moor seit 1951 auch als Mitarbeiter und rechte Hand des belgischen Comic-Zeichners Hergé tätig war.
Für Hergés Serie Tim und Struppi war De Moor in den folgenden Jahrzehnten insbesondere für die technischen Zeichnungen, die Landschaftshintergründe, Stadtansichten, Flugzeuge, Schiffe und Autos verantwortlich, wobei er in seiner Arbeit später auch von Roger Leloup und Jacques Martin unterstützt wurde. Auch war er in die Bearbeitung und Modernisierung der bereits in den 1930er Jahren entstandenen Tim und Struppi-Geschichten eingebunden. Schließlich war er für die Vermarktung der Figuren Tim und Struppi insoweit verantwortlich, als er Modellvorlagen, Werbeblätter und Ähnliches zeichnete.
Zum 1972 in die Kinos gekommenen Tim-und-Struppi-Film Tim und der Haifischsee zeichnete De Moor die Comic-Fassung (auf Deutsch erstmalig 1973 in ZACK erschienen), beruhend auf der aus Film-Bildern bestehenden Album-Version. Obwohl De Moors Version in der Anmutung den übrigen Tim-und-Struppi-Geschichten deutlich näher ist, fand sie nie Einzug in die reguläre deutsche Alben-Reihe, in der der Film-Bilder-Band wie ein Fremdkörper wirkt. Im Original ist das Album, das mit seinen 44 Seiten auch vom 62-Seiten-Standard der Serie abweicht, nicht Bestandteil der regulären Album-Reihe. Die Geschichte wurde aber auch von Greg geschrieben, Hergé überwachte das Filmprojekt lediglich, war also weder Autor noch Zeichner des Bandes.
Im Jahre 1989 übernahm De Moor die Stelle des Kunstdirektors im Verlag Le Lombard. Im selben Jahr stellte er einen Band der Reihe Blake und Mortimer fertig.

## Weitere Werke (Auswahl)
Außer den bereits im vorhergehenden Absatz genannten Serien fertigte De Moor eine ganze Reihe weiterer Comics und Serien an, von denen nur wenige auf Deutsch bekannt sind. Einige sollen hier benannt werden, um einen kleinen Eindruck von der Vielseitigkeit dieses Zeichners zu vermitteln:
- Bart de scheepsjongen (1945–1946), Vorläufer zu Cori, der Schiffsjunge
- Inspecteur Marks (1946–1947)
- De lustige Kapoentjes (1947–1949)
- Willem de Vrijbuiter [später: Willem Koelbloed] (1947–1950)
- Dat wondere Pimpeltje (1948)
- Bloske en Zwik (1948–1949)
- Janneke en Stanneke (1948–1949)
- Het wonderschip (1949)
- De slaven van de keizer (1949)
- Het halssnoer met de groene smaragd (1949)
- Mieleke en Dof [später: Fee en Fonske] (1949–1951)
- Die Vlaanderen-Trilogie, bestehend aus den Bänden De Leeuw van Vlaanderen (1949), Sterke Jan (1951) und De kerels van Vlaanderen (1952)
- Cori, der Schiffsjunge (1951–1993)
- De zoetwaterpiraten (1959)
- Balthazar (1965–1967)
- L. Frank Band 4: Le repaire du loup (1970), Szenario: Jacques Martin

## Deutsche Veröffentlichungen
In den 1950er Jahren erschienen Comics von Bob De Moor in Heftserien wie Dalla und Miggis Kinderpost. In den 1960er Jahren war seine Serie Balthasar in der Schweizer Publikation Tim enthalten. 1972 gab es auch zwei Gags von Balthasar in Zack. An Albenveröffentlichungen sind neben seinen Beiträgen zu den Reihen L. Frank und Blake und Mortimer (jeweils ein Band) insbesondere nennenswert:
- Barelli (4 Bände), Carlsen 1983–1984
- Barelli (8 Bände + 2 Hefte), BD Must, 2014–2023
- Cori, der Schiffsjunge (4 Bände), Feest 1987–1991
- Cori, der Schiffsjunge (5 Bände), BD Must 2013